# ケニー・トーマス
ケニー・トーマス（Kenneth Cornelius Thomas 1977年7月25日 - ）は、アメリカ合衆国の元バスケットボール選手。ジョージア州アトランタ出身。ポジションはパワーフォワード。身長201cm、体重111kg。

## 経歴
ニューメキシコ大学卒業後、1999年のドラフトで全体の22位指名をヒューストン・ロケッツから受けNBA入り。
ルーキーシーズンは72試合に出場。その内29試合で先発を務める。1試合平均の成績は8.3得点6.1リバウンド。
その後2シーズン半ロケッツでプレーする。02-03シーズン中にフィラデルフィア・セブンティシクサーズとデンバー・ナゲッツを絡めたトレードでシクサーズへ移籍する。
03-04シーズンには自身唯一のダブルダブル（得点とリバウンドで1試合に二桁の数字を残すこと）の成績となる13.6得点10.1リバウンドの成績を残す。
04-05シーズンにはキャリア2度目のトレードでキングスに移籍する。
キャリア通算成績は10.7得点7.4リバウンド。